# Деспотово
Деспотово, раније Сентиван, је насеље у општини Бачка Паланка, у Јужнобачком округу, у Србији. Према попису из 2022. било је 1544 становника.
Овде се налази Српска православна црква у Деспотову.

## Географски положај
Атар Деспотова има облик релативно правилног осмоугаоника, у ком је насеље смештено у централном делу. Површина атара је 4,046 ha 96a 45 m² и по томе се налази на 6. месту у општини. Уз источни руб насеља пролази канал Нови Сад-Савино Село који је део хидросистема ДТД.
Атар Деспотова се налази на Јужнобачкој лесној тераси, на њеном унутрашњем делу, те се сврстава у групу унутрашњих насеља, овог рељефног облика. Надморска висина атара креће се од 83 до 88 m мада су дна удолина нижа за око 2 m.
Важан фактор географског положаја су и саобраћајне прилике. Деспотово се налази на регионалном путу Р-119 Бачка Паланка-Кула. Код Силбаша се овај пут укршта са путем Нови Сад-Бачки Петровац-Оџаци-Сомбор. Код Савиног Села Р-119 се укршта са путем Врбас-Србобран-Бечеј.
Од Бачке Паланке је удаљено 28 km, од Врбаса 19 km, Куле 17 km, Оџака 25 km, Бачког Петровца 21 km и од Новог Сада 46 km.

## Историја
Током свог постојања насеље је често мењало свој назив као и број житеља што потврђује бурну историју овог подручја. У писаним документима насеље је први пут поменуто у 13. веку по називом „Сентиван“, вероватно по породици чији је посед био Sentivanji. Током друге половине 13. века помиње се као Senntivankesi (kesi — село). На самом почетку 15. века (1418. година) помиње се као Деспот Сентиван, што значи да је био посед неког од српских деспота. Кроз 15. век помиње се као Eđazašsentivan, али и као Kišsentivan 1559, те Sentivan у другој половини 16. века. И у 18. веку помиње се као Despot Sent Ivan, а 1904. Мађари селу дају име Ursentivan. Од краја Првог светског рата зове се Деспот Свети Иван, а после Другог светског рата носи име Васиљево (по руском војнику Васиљу, првом ослободиоцу који је ушао у село). После тога добија назив Ново Васиљево, а своје данашње име Деспотово добија маја 1952. године.
Првобитно насеље је имало три уздужне улице и три попречне, које се, уз незнатна одступања, секу под правим углом. Касније се село ширило дуж и око ових улица, па је до данас задржало приближно исти (правоугаони) облик и изглед, а има пет попречних и уздужних улица. Старије куће су грађене углавном од черпића, нове куће углавном одступају и одударају од ранијег изгледа, положаја и начина градње.
Деспотово је електрифицирано 1952. године, а 1973. године је извршена реконструкција електричне мреже када је и доведена трофазна струја. Године 1970. је асфалтиран пут Силбаш-Пивнице, а 1972. године пут према Савином Селу. Те године уграђена и телефонска централа са 40 бројева. Дана 20. децембра 1990. године пуштена је у рад аналогна телефонска централа са преко 600 телефонских прикључака, која је 2004. године замењена новом савременом дигиталном централом. Током 2004. и 2005. године у селу је срушена и сазидана нова зграда за потребе месне канцеларије и месне заједнице. На самом почетку 2006. године изграђена је и пуштена у рад једина еко чесма у селу.

## Деспотово у данашње време
У централном делу насеља налазе се сви важнији објекти. Ту је основна школа (прва школа у Деспотову почела је са радом крајем 60-их година 18. века), православна црква, дом културе, здравствена станица, задружни дом, ватрогасни и ловачки дом, читаоница, месна заједница, месна канцеларија, пошта и др. Према последњем попису организованом 2002. године у Деспотову је било 676 домаћинстава.
У Деспотову нема индустријских погона. Значај занатске делатности и број запослених у њој из године у годину опада, број трговинских радњи се повећава, а неколико угоститељских објеката типа кафане подмирују најосновније потребе становништва. У насељу, иначе, функционише земљорадничка задруга ОЗЗ „Деспотово“ која газдује са око 17% пољопривредно обрадивог земљишта и са рибњаком кога чини седам језера укупне површине 210 ha. У овој задрузи запослено је осамдесетак житеља Деспотова. Што се тиче културног развоја села, битно је поменути КУД „Логовац“ из Деспотова, које чува фолклорне и традиционалне вредности. Сваке године одржавају се „Ивањдански сусрети“, свечаност која траје три дана и окупља љубитеље фолклора и добре старе песме.
На периферији Деспотова постоји хала-индустријски објекат који је „пуштен у погон“ од јесени 2007. године, отворена је фирма „Нова Италија“, која се бави производњом папирних и пластифицираних кеса, те су ту многи житељи Деспотова нашли своје радно место.

## Демографија
У насељу Деспотово живи 1654 пунолетна становника, а просечна старост становништва износи 40,3 година (39,4 код мушкараца и 41,1 код жена). У насељу има 676 домаћинстава, а просечан број чланова по домаћинству је 3,10.
Ово насеље је углавном насељено Србима (према попису из 2002. године).
|  |

| Демографија | Демографија | Демографија |
| Година      | Становника  | Становника  |
| ----------- | ----------- | ----------- |
| 1948.       | 2.425       |             |
| 1953.       | 2.346       |             |
| 1961.       | 2.396       |             |
| 1971.       | 2.402       |             |
| 1981.       | 2.150       |             |
| 1991.       | 2.081       | 2.071       |
| 2002.       | 2.096       | 2.120       |

| Етнички састав према попису из 2002.‍ | Етнички састав према попису из 2002.‍ | Етнички састав према попису из 2002.‍ | Етнички састав према попису из 2002.‍ | Етнички састав према попису из 2002.‍ |
| ------------------------------------ | ------------------------------------ | ------------------------------------ | ------------------------------------ | ------------------------------------ |
|                                      |                                      |                                      |                                      |                                      |
| Срби                                 | Срби                                 |                                      | 1.863                                | 88,88%                               |
| Словаци                              | Словаци                              |                                      | 46                                   | 2,19%                                |
| Хрвати                               | Хрвати                               |                                      | 43                                   | 2,05%                                |
| Југословени                          | Југословени                          |                                      | 31                                   | 1,47%                                |
| Мађари                               | Мађари                               |                                      | 19                                   | 0,90%                                |
| Роми                                 | Роми                                 |                                      | 17                                   | 0,81%                                |
| Русини                               | Русини                               |                                      | 12                                   | 0,57%                                |
| Муслимани                            | Муслимани                            |                                      | 10                                   | 0,47%                                |
| Црногорци                            | Црногорци                            |                                      | 8                                    | 0,38%                                |
| Чеси                                 | Чеси                                 |                                      | 7                                    | 0,33%                                |
| Буњевци                              | Буњевци                              |                                      | 7                                    | 0,33%                                |
| Албанци                              | Албанци                              |                                      | 6                                    | 0,28%                                |
| Украјинци                            | Украјинци                            |                                      | 4                                    | 0,19%                                |
| Немци                                | Немци                                |                                      | 4                                    | 0,19%                                |
| Словенци                             | Словенци                             |                                      | 2                                    | 0,09%                                |
| Македонци                            | Македонци                            |                                      | 2                                    | 0,09%                                |
| Румуни                               | Румуни                               |                                      | 1                                    | 0,04%                                |
| непознато                            | непознато                            |                                      | 3                                    | 0,14%                                |

| Година пописа     | 1948. | 1953. | 1961. | 1971. | 1981. | 1991. | 2002. |
| ----------------- | ----- | ----- | ----- | ----- | ----- | ----- | ----- |
| Број домаћинстава | 633   | 652   | 708   | 744   | 697   | 669   | 676   |

| Број чланова      | 1   | 2   | 3   | 4   | 5  | 6  | 7  | 8 | 9 | 10 и више | Просек |
| ----------------- | --- | --- | --- | --- | -- | -- | -- | - | - | --------- | ------ |
| Број домаћинстава | 129 | 166 | 120 | 120 | 83 | 40 | 10 | 5 | 1 | 2         | 3,10   |

| Пол    | Укупно | Неожењен/Неудата | Ожењен/Удата | Удовац/Удовица | Разведен/Разведена | Непознато |
| ------ | ------ | ---------------- | ------------ | -------------- | ------------------ | --------- |
| Мушки  | 861    | 235              | 551          | 39             | 35                 | 1         |
| Женски | 897    | 144              | 552          | 169            | 31                 | 1         |
| УКУПНО | 1.758  | 379              | 1.103        | 208            | 66                 | 2         |

| Пол    | Укупно                    | Пољопривреда, лов и шумарство | Рибарство                            | Вађење руде и камена | Прерађивачка индустрија       |
| ------ | ------------------------- | ----------------------------- | ------------------------------------ | -------------------- | ----------------------------- |
| Мушки  | 449                       | 287                           | 10                                   | 0                    | 47                            |
| Женски | 239                       | 141                           | 0                                    | 0                    | 31                            |
| УКУПНО | 688                       | 428                           | 10                                   | 0                    | 78                            |
| Пол    | Производња и снабдевање   | Грађевинарство                | Трговина                             | Хотели и ресторани   | Саобраћај, складиштење и везе |
| Мушки  | 1                         | 4                             | 24                                   | 3                    | 13                            |
| Женски | 0                         | 2                             | 21                                   | 5                    | 2                             |
| УКУПНО | 1                         | 6                             | 45                                   | 8                    | 15                            |
| Пол    | Финансијско посредовање   | Некретнине                    | Државна управа и одбрана             | Образовање           | Здравствени и социјални рад   |
| Мушки  | 3                         | 3                             | 17                                   | 4                    | 4                             |
| Женски | 3                         | 2                             | 4                                    | 6                    | 17                            |
| УКУПНО | 6                         | 5                             | 21                                   | 10                   | 21                            |
| Пол    | Остале услужне активности | Приватна домаћинства          | Екстериторијалне организације и тела | Непознато            | Непознато                     |
| Мушки  | 6                         | 0                             | 0                                    | 23                   | 23                            |
| Женски | 1                         | 0                             | 0                                    | 4                    | 4                             |
| УКУПНО | 7                         | 0                             | 0                                    | 27                   | 27                            |